# Sarkadi kistérség

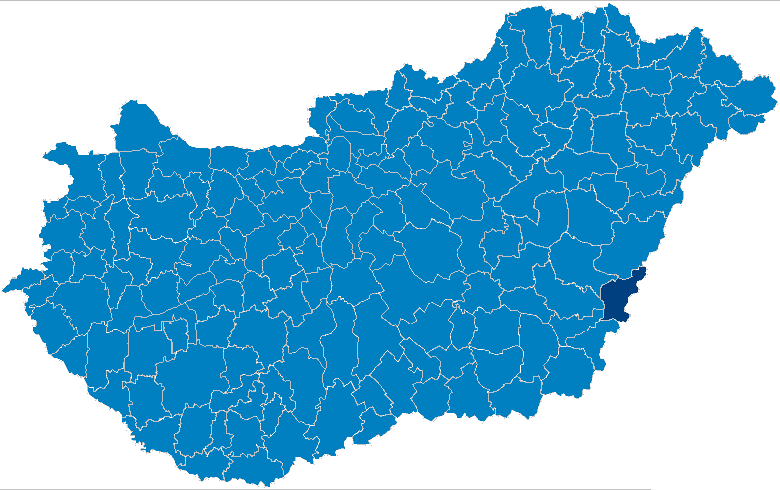
A Sarkadi kistérség

A Sarkadi kistérség 11 településből álló kistérség Békés megye északkeleti részén, központja Sarkad. A legújabb felmérések szerint a lemaradó kategóriába sorolják a fejlettségi állapotát tekintve.

## Települései
| Biharugra | Geszt | Körösnagyharsány | Kötegyán        | Méhkerék   |
| Mezőgyán  | Okány | Sarkad           | Sarkadkeresztúr | Újszalonta |
| Zsadány   |       |                  |                 |            |

## Népesség, népsűrűség
Népessége 2006. január 1-jén 24 743 fő volt (2007. január 1-jén 24 409 fő, forrás: KSH), területe 571,23 km², népsűrűsége pedig 43,3 fő/km². A megye lakosságának mintegy 6,41%-át, a megye területének 10,14%-át foglalja el. A Szeghalomi kistérséghez hasonlóan a népsűrűség jelentősen elmarad a megyei átlagtól, emellett az urbanizáció foka is átlag alatti. Egyetlen városa a kistérség központja, a városi címet 1989-ben elnyert, mezővárosi hagyományokkal rendelkező Sarkad, melynek lakónépessége 2006. január 1-jén 10 825 fő volt.
A Sarkad és Környéke Többcélú Kistérségi Társulásnak tagja a kistérség valamennyi települése.

## Fekvése
A kistérség az Alföldön belül a Berettyó–Körös-vidék középtájon, a Kis-Sárrét és Körös menti sík földrajzi kistájak területén helyezkedik el. Közigazgatásilag Dél-alföldi régión belül, Békés megye keleti, északkeleti részén helyezkedik el. Nyugaton a Békéscsabai, Békési, illetve a Szeghalomi, délen a Gyulai (Békés megye), északon a Berettyóújfalui (Hajdú-Bihar megye) kistérséggel szomszédos, kelet felől pedig a romániai Bihar megye határolja.

## Természeti adottságok
A térségben a településszerkezet sajátosságai mellett a természeti adottságok érintetlen bősége is jellemző a 82–85 m közötti tengerszint feletti magasságú síkság, amelynek felszíne igen változatos. A kistérség vonatkozásában elmondható, hogy természet-földrajzilag viszonylag egységes arculatú: a térség egésze a Körös-vidékhez tartozik. A térség az Alföld jellegzetes, évezredek alatt a hegyekből feltöltődött süllyedékterülete. A síksággá formálódott térszín a fokozatos feltöltődéssel vastag homok, agyag, agyagos iszaptakarót kapott. A felszín talajképző kőzete is ez a homokos, agyagos, iszapos löszös üledékréteg. Korlátozza a növénytermelés szerkezeti átalakítását, hogy a térségben uralkodó talajok a nehezen megmunkálható, legfeljebb közepes minőségű, rosszul szellőző, kötött szerkezetű kedvezőtlen vízháztartású, helyenként szikesedő réti és öntéstalajok. Ezek a talajok csak szakszerű technológiával felelnek meg a szántóföldi művelésnek, valamint inkább gyepgazdálkodásra alkalmasak. A térség földterületeinek kisebb része alkalmas szántóföldi kultúrák termesztésére.
Az éghajlati feltételek a mezőgazdasági termelés szempontjából általában jók, de ezzel együtt a tenyészidőszak éghajlatát a szélsőségesség is jellemzi. A kistérség a meleg, mérsékelten száraz, forró nyarú éghajlati körzethez tartozik. Veszélyes időjárási jellemző a meleg, csapadékhiányos tavasz és nyár, illetve a száraz, hideg tél. A napfénytartam évi átlagos összege 2050 óra körül alakul. Az uralkodó szélirány a ÉK-i, második helyen a DNy-i áll. Az évi középhőmérséklet 10,3 C körül van, ezen belül a januári középhőmérséklet -3,4 C, +2,3 C között, a július 18-23 C között alakul a sokéves átlag alapján. A nyári napok száma 70-120, a hőségnapoké 15-30 között alakul. Az évi csapadékösszeg 410 mm és 720 mm között ingadozva átlagosan 550 mm. Az őszi-téli félév csapadékösszege 240 mm, tavaszi-nyári félévé 310 mm körül van. Nyári időszakban gyakori a zápor és zivatar tevékenység. A hótakaró általában december első dekádjában alakul ki, és legkésőbb március utolsó dekádjában tűnik el. A hótakarós napok száma átlagosan 30 körül, míg a fagyos napok száma 95 körül alakul.
A térség viszonylag jelentős vízkinccsel rendelkezik. A terület gazdag felszíni vízfolyásokban (Sebes–Körös, holtágak), tavak és felszín alatti vízkészlete is számottevő, tekintve, hogy különböző geológiai fúrások helyenként értékes termál- és vízkincset is igazoltak.
A terület talajvízjárását a nagyrészt állandó szintű felszíni vizek és a csapadék is dinamikusan befolyásolja. Az árhullámok hatása jól követhető. A Sebes-Körösnek a Romániában épült tározósorral való szabályozása mind a folyó, mind a talajvíz vízjárását egyenletesebbé tette. A Sebes-Körös és a mellékpatakjainak a völgye zárt, ahová a melegebb légáramlatok nehezen hatolnak be, ezért a hóolvadásból keletkező árhullámok ritkák. Az ivóvíz minősége nem felel meg az EU-s előírásoknak, a felszíni vizek a romániai ipari üzemek szabályozatlansága miatt szennyezettek.

## Története
A régészeti leletek és vizsgálatok tanúsága szerint a kistérség területe már évezredek óta lakott terület, ezt alátámasztja többek között az igen gazdag népvándorláskori leletanyag is. A magyarság már a honfoglalás utáni években megtelepedett ezen a vidéken, ekkoriban már monostor is épült a környéken (Csolt-monostor). A kistérséghez tartozó egyes települések története is igen régre nyúlik vissza, több helységnevet már az Árpád-kori források említenek. Az első magyar települések egyike volt például Doboz község, amelynek első említése 1075-re tehető. De ugyancsak a honfoglalás korára tehető a mai Sarkad területén lévő község és a Peckes-vár megalapítása. Sarkadkeresztúr helyén templomos település volt már az Árpád-korban, Biharugrának pedig a neve is a Csák-nemzetséghez tartozó Ugra személynévből származik. A legtöbb települést legkésőbb a 13. század első felében megemlíti a Váradi regestrum is (kivételnek mondható Méhkerék, amelyről csak 1359-ből vannak írásos adatok).
A mocsaras, nehezen megközelíthető komoly helyismeretet igénylő, ideiglenes és állandó vízfolyásokkal behálózott területen és a folyóvölgyekben a török hódoltság idején is folyamatosan éltek magyarok, akik nemcsak a kistérség falvaiból, hanem a távolabb lévő Gyuláról és környékéről is menekültek ide. A török hódoltság előtt, a 12. és 15. század közötti időszakban a települések gyakran cseréltek "gazdát", a magyar történelemből is ismert nemesi több települést sokáig helyi nemesek birtokolták. Így például Sarkad a Lél várnép, majd leszármazottaik, a részben az egykori Sarkad környéki Ősi faluból származó Leel-Őssyek birtokában volt, de hozzájuk tartozott egy időben Méhkerék is. A települések a török időkben teljesen elnéptelenedtek vagy a hódoltsághoz tartoztak (a szinte egyetlen kivétel Újszalonta volt, amely a 16. század végéig az erdélyi fejedelmek fennhatóságát "élvezte", később a hajdúk vették meg).
A helyenként már tatárjárás idején elnéptelenedett terület (például Kötegyán) újratelepítése a 17. század végén, 18. század elején kezdődött meg, a legtöbb településen ekkortájt tértek át a protestáns hitre. Ebben a korban építették szinte a poraiból újra Dobozt, Kötegyánt, Méhkeréket és Körösnagyharsányt (utóbbi két települést részben románok betelepítésével). A térség települései a török kiűzése után a Habsburg-udvar és az erdélyi fejedelmek között „ingáztak”. Körösnagyharsányt például Bocskai István hajdúvárosi címmel ruházta fel, akárcsak 1644-ben Sarkadot. Utóbbi települést Bocskai hajdúkkal 1596-ban és 1604-ben is megerősítette. Másrészt viszont Doboz már a 18. század elején a Harruckernek, majd később a Wenckheimek befolyása alá került, Gesztet a kincstártól perrel nyerte el Tisza László 1759-ben, de kincstári vagyon volt Mezőgyán is, ami később a váradi püspökségen keresztül került ugyancsak a Tiszák birtokába.
A Rákóczi-szabadságharc leverése után kedvezőtlen helyzetbe kerültek a békés-bihari községek. Körösnagyharsány 1720-ban elveszítette hajdúvárosi rangját, s hiába kötött 1711-ben Sarkad különbékét, hajdúvárosi jogának hamarosan szintén búcsút inthetett. Bár a hajdúk hatása a legtöbb településen a református vallás túlsúlyában megmaradt – néhány, jobbára több nemzetiség által lakott községet leszámítva –, maguk a szabad hajdúk több helyen (így például Körösnagyharsányban is) jobbágyokká lettek. Általánosan jellemző tendencia, hogy a térség települései a 18. század közepére részben a korábbi nemesi famíliák (például a Tiszák), részben pedig a Habsburg uralkodók által „megnemesített” (Eszterházyak, Szlávyk) és német nyelvterületről beköltöztetett családok (Wencheimek, Harruckernek) birtokába kerültek. Több községet hosszabb-rövidebb ideig a váradi káptalan tudhatott magáénak.
A 19. század második felében kezdődött meg a kistérséghez tartozó települések lassú fejlődése. Mindez elsősorban a folyószabályozással állt összefüggésben. Ezek ugyanis enyhítették a táj korábbi zártságát, könnyebben megközelíthetővé tették az egyes településeket. A vízjárásoktól némileg mentesítetté vált tájon megkezdődhettek a nagyobb infrastrukturális beruházások, amelyek elsősorban vasútépítésben váltak kézzelfoghatóvá. A térség forgalmi helyzetére különösen az 1870-es években megépült Alföld–Fiumei Vasút hatott kedvezően, amely nemcsak Nagyváradot kötötte össze az akkori Magyarország legnagyobb tengeri kikötőjével, Fiumével, hanem a vasútvonal révén több település is elindulhatott a fejlődés útján. Már az 1858-ban átadott Budapest–Nagyvárad vasút kedvezően hatott a kistérségre – amelyet északnyugat felől érintett –, ám a Fiuméig vezető vasútvonal, illetve a térséget átszelő, ugyancsak a századforduló után megépült Vésztő-Nagyvárad vasút lendítette fel igazán a térség gazdaságát.
Ebben a korban a gazdaság fellendülése mellett Gesztnek egyébként is különösen jelentős szerepe és az ország politikai közéletére gyakorolt közvetett hatása. A községet birtokló Tisza család két miniszterelnököt is adott az országnak – Tisza Kálmán 1875-től 1890-ig volt kormányfő, míg Tisza István 1903 és 1905, illetve 1913 és 1917 között állt a kormány élén –, s ugyancsak a geszti Tiszák leszármazottja Tisza Lajos a szegedi nagy árvíz utáni helyreállításokat koordináló kormánybiztos is. Geszt a magyar irodalomtörténetbe is „bevonult”: 1851-ben itt házi tanítóskodott a Tisza-kastélyban Arany János, aki erre irodalmi munkájában (például a Domokos-napra című versében) is visszautalt.
Az 1800-as évek vége a gazdaság fejlődésének időszaka volt ebben a kistérségben. Bár Sarkadon már 1836-ban létesült kísérleti jelleggel cukorgyár, a gazdasági fellendülés a századfordulóra tehető. Mire azonban igazán „magára talált” volna a kistérség, az első világháború és az azt követő trianoni békeszerződés következtében perifériás helyzetbe kerültek a kistérség községei (de a mai Újszalontát például rövid időre, az 1920 és 1922 közötti időszakra el is csatolták Romániához, csak a végleges határrendezés során került vissza Magyarországhoz). A trianoni országcsonkítás hatása a mai napig alig kiheverhető töréseket okozott a kistérség településeinek, amelyeknek a mezőgazdaságból élő népessége legfontosabb piacát veszítette el Nagyváraddal.
Az első világháború előtt a kistérség települései jellemzően két irányba orientálódtak: a délebben fekvő községek Gyula és Sarkad, az északiabbak Nagyvárad felé. Ezt a képet nem tükrözte a közigazgatási beosztás, valamennyi település Bihar vármegyéhez tartozott.
1992-ben a legdélibb hajdúvárosnak nevezett Sarkad vezetésével 12 település létrehozta a kistérségi szervezetet. A kistérség településeinek száma többször változott, a maximális „létszám” 14 volt, korábban csatlakozott Doboz és Tarhos, valamint Körösújfalu is tag volt. 2004. január 1. óta a kistérség településeinek száma 11.

### Közigazgatási beosztás, településszerkezet a 19. és 20. században
A trianoni békeszerződést közvetlenül megelőzően a kistérség települései Bihar vármegye Cséffai és Nagyszalontai járásaihoz tartoztak, a két járási székhely töltött be némi központi funkciókat. Magasabb szintű központ elsősorban a megyeszékhely, Nagyvárad, kisebb részt Gyula, a szomszédos Békés vármegye akkori székhelye volt.
1920 után a két járás Magyarországon maradt községeiből alakult Cséffa-Nagyszalontai járás székhelye átmenetileg Okány lett, majd a 20-as évek végére Sarkadra került. Bihar megyeszékhelye 1950-ig Berettyóújfalu lett – eltekintve az 1940-44 közötti időszaktól –, amely azonban tényleges vonzási központtá nem tudott válni.
Az 1950-es megyerendezés során került a Cséffa-Nagyszalontai járás Békés megyéhez, neve pedig Sarkadira változott. A Sarkadi járás 1966-ban szűnt meg, községeit a Gyulai és a Szeghalmi járások között osztották szét. 1984-ben, a járások megszűnésekor alakult meg az akkor városi jogú nagyközségi rangot kapott Sarkad körül a Sarkadi nagyközségkörnyék, mely azonban csak a mai kistérség déli, addig a Gyulai járáshoz tartozott felét foglalta magába.

## Demográfia

### A népességszám változása
A 20. század első évtizedeiben, 1949-es népszámlálásig figyelhető meg a népesség növekedése addig 130%-os népességnövekedés (mintegy 9100 fő), melyet döntően a természetes szaporodás ad. A Szeghalomi kistérséghez azonosan az 1950-es évektől fogyásnak induló népességszám a század végére csaknem ezer fővel marad el a század eleji értéknek. A legjelentősebb népességcsökkenés az 1960-as évektől egészen az 1990-es évekig, évtizedenként 9, 7 illetve 10%-kal.
Tulajdonképpen a népességváltozások tendenciái és mértéke a két kistérségben nagyon hasonlóan alakult, hasonló kiváltó okokkal ment végbe. Összességében véve, 1949-es maximális népességszám és 2006 között több mint 12 ezerrel csökkent a kistérség népessége, ez a lakosság 33%-ának elvesztését jelenti, amelynek mintegy ¾-ét az elvándorlók adják.

### A természetes szaporodás és elvándorlás a kistérségben
A népességszám változásának vizsgálatakor két mutatószámot kell figyelembe vennünk, a természetes szaporodást és a vándorlási különbözetet.
Az általános tendencia – a 20. századi első felében a népesség növekedése, alacsony elvándorlás – itt is érvényesül, mintegy az 1960-as évekig, majd ez folyamat megfordulva a század további 40 évében változó tendenciával, nem azonos időben, de minden településen népesség fogyását eredményezi. Az 1970-1979 közötti időszakban még pozitív természetes szaporodás figyelhető meg, a későbbi évtizedekben azonban ez természetes fogyásba megy át, az utolsó évtizedben a tendencia lassulni látszik.
A rendszerváltás utáni időkben hasonló jellemzők írhatóak le, mint a Szeghalomi kistérségben, csökkent az elvándorlás mértéke, ám a születések száma kisebb, mint a halálozásé, így a népességszám további csökkenése várható.
A 2002-es KSH adatok alapján megállapítható, hogy a belföldi vándorlási különbözet csökkent, néhány településen a negatív tendencia pozitív irányba csapott át. Ez azonban abból is következhet, hogy az anyagi forrás - olcsó ingatlanértékesítési lehetőség - nem biztosít lehetőséget a változásra a jelenlévő szülőföldi kötődés mellett, illetve a leértékelődött lakásárak miatt a más településeken elszegényedők itt találnak letelepedési lehetőséget.

### A kistérség településeinek népességszám változása
A 20. század eleji népesség növekedés a kistérségben, nem olyan látványosan, és nem is minden településen ment végbe, ez alól talán csak Sarkad képez kivételt, egyrészt amiatt, hogy jelentős különbség mutatkozik a népesség számában, másrészt a növekedés mértéke arányaiban is meghaladja a többi település népesség növekedési ütemét. Vannak azonban olyan települések is, amelyen népessége csaknem stagnált majdnem az 1970-es évekig, és ezután erőteljesebb fogyásnak indultak (például: Körösnagyharsány, Geszt, Biharugra esetében). Az említett népesség növekedés Sarkad, Sarkadkeresztúr, Zsadány településeken a Szeghalomi kistérséghez hasonlóan körülbelül az 50-es évek fordulójáig tartott, ezután itt is fogyás figyelhető meg. Ez a fogyás a természetes szaporodási ráta negatívba fordulását is jelenti, és az elvándorlás növekvő mértékét is egyaránt. Végül a települések mindegyikére 1970-es évektől megfigyelhető erőteljes népesség csökkenés a mai napig tart, melyben a nagyobb súlyt az elvándorló munkaképesek adják. A legjobb népesség megtartó képességgel Sarkad bír, a rendszerváltás óta csaknem stagnálni látszik a népesség száma.

### Etnikai és vallási szerkezet
A megyei aránynál (30%) a Szeghalomi kistérséghez hasonlóan itt jóval magasabb azoknak a száma, akik semmilyen egyházhoz vagy felekezethez sem sorolják magukat, arányuk 39% a kistérség összlakosságából, a 2001-es népszámlálási adatok alapján. Az összlakosságot és a vallások közötti megoszlást tekintve is református többség mutatkozik, előbbiből való részesedés 37%, míg a vallásosak 61%-a tartozik a református egyházhoz. Ezen túl még sorrendben római katolikusok (7% az össznépességből), ortodoxok (5%) görögkatolikusok, protestánsok evangélikusok élnek kis számban.
Az ortodox vallásúak legnagyobb arányban Méhkeréken (53%) élnek. Ennek oka a településen élő románok magas száma (1713 fő).
A románok Méhkeréken kívül még Sarkadkeresztúron illetve Sarkadon élnek említést érdemlő számban. Egyéb nemzeti kisebbségek még a németek, szlovákok, ukránok, ruszinok stb. élnek
Külön esik szó a cigányságról, mint etnikai kisebbségről. Számuk 2001-ben (közel 5%), ám jóllehet a valós érték ennél jóval magasabb. Területileg Biharugra és Újszalonta kivételével minden településen megtalálhatóak, legnagyobb számban Sarkadon és Geszten.

## Településszerkezet, közigazgatás
A kistérség egyetlen városa Sarkad, az új kisváros. A városhiányos vidék korábban Szeghalom, Gyula, Békés és Békéscsaba vonzásában volt. A többségében eredetileg Nagyvárad orientációjú mikrorégió településhálózata kis- és középfalvak térsége.
A kistérségen belül 4 település ráhatása eltérő saját kisebb környezetére: így alakult ki egy több ellenpólusú térség, amelynek a napi politikai erőviszonyok hatásaival tarkított mindennapjaiban négy alközpont szerepű település forrt ki, Zsadány Mezőgyánt, Biharugrát, Körösnagyharsányt és Gesztet, Okány Kisnyéket, Mezőgyánt és Nagygyantét integrálja. Méhkerék a maga etnikai szervező szerepével tartotta magát különálló pozícióban. Sarkad Kötegyánt, Újszalontát, Sarkadkeresztúrt és – valamilyen szinten – Méhkeréket integrálja első körben. Sarkad a rendszerváltást követő erőátrendeződés, a közigazgatás gyökeres reformja során meggyengített korábbi hatalmi központok közti űrben vált ki környezetéből és a maga városi szolgáltatásaival lett indokoltan a kistérség központja.
A kistérségen kívül vizsgálódva, Sarkad és Békéscsaba között közepes intenzitású kapcsolat mutatható ki a megyeszékhely dominanciájával, valamint a Sarkad – Gyula kapcsolat, amely gyulai dominanciát mutat.
A közigazgatási rendszerről elmondható, hogy mindegyik település rendelkezik saját önkormányzattal, nincs részönkormányzat a kistérségben. Emellett néhány település a központi belterület mellett egyéb belterülettel is bír – Mezőgyán-Nagyanté; Sarkadkeresztúr-Kisnyék, Varsányhely; Zsadány-Fanciskapuszta, Orosi. Az önkormányzatok között közösségi szolgáltatások terén az együttműködés – térségi, településközi módon – működik, főleg egészségügyi, szociális, oktatási, ellátási, védelmi (polgári, tűz, élet- és vagyonvédelem) területeken.